# Walter of Suffield
Walter of Suffield (auch Walter of Calthorpe) († 19. Mai 1257 in Colchester) war ein englischer Geistlicher. Ab 1244 war er Bischof von Norwich.

## Herkunft und Aufstieg zum Bischof
Walter Suffield stammte vermutlich aus Calthorpe, das nahe bei Suffield in Norfolk liegt und woher er auch seine Beinamen erhielt. Vermutlich studierte er in Oxford, ehe er sein Studium in Paris fortsetzte. Dort machte er einen Abschluss als Doktor des Kanonischen Rechts. In der Folge lehrte er als Dozent in Paris. Spätestens 1240 kehrte er nach England zurück, wo er als beauftragter päpstlicher Richter in einem Kirchenrechtsfall in Suffolk urteilte. Nachdem König Heinrich III. nach einem langen Streit zugestimmt hatte, dass William Raleigh als Bischof von Norwich nach Winchester wechselte, wurde Suffield 1244 zum neuen Bischof der Diözese Norwich gewählt. Am 9. Juli 1244 bestätigte der König die Wahl und übergab ihm am 17. Juli die Temporalien der Diözese. Am 26. Februar 1245 wurde Suffield in Norwich zum Bischof geweiht.

## Bischof von Norwich

### Politische Tätigkeit

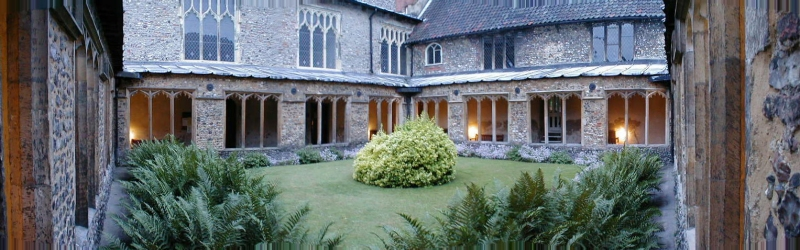
Der Kreuzgang des von Suffield gestifteten Great Hospital in Norwich

Im Sommer 1245 nahm Suffield am ersten Konzil von Lyon teil. Am 13. Oktober 1247 predigte er in Westminster Abbey anlässlich der Überführung der Heilig-Blut-Reliquie, die der König von Robert von Nantes, dem Patriarchen von Jerusalem geschenkt bekommen hatte. Im Februar 1248 nahm er an einer Parlamentsversammlung in London teil, und im Oktober 1248 gewährte ihm der König seinen Schutz, damit er eine Wallfahrt nach Saint-Gilles in Südfrankreich machen konnte. Während dieser Wallfahrt besuchte er auch den Papsthof. Dort erhielt er ein päpstliches Privileg, das wohl bestätigte, dass Norwich als einzige englische Diözese zusätzliche Einkünfte aus vakanten Pfarreien beziehen durfte. Zusammen mit den anderen Suffraganbischöfen der Kirchenprovinz Canterbury protestierte Suffield 1251, als Erzbischof Bonifatius von Canterbury das Recht beanspruchte, eine Visitation des Klerus seiner Kirchenprovinz durchzuführen. Im Januar 1252 gehörte Suffield zu den Vermittlern im Streit zwischen dem König und Simon de Montfort über die Erstattung der Kosten, die Montfort als Lieutenant der Gascogne entstanden waren. 1253 nahm er an der großen Ratsversammlung in Westminster teil, auf der eine generelle Androhung der Exkommunikation für Verletzungen der Freiheit der Kirche beschlossen wurde. Ende 1253 wurde Suffield beauftragt, für die kirchlichen Besitzungen den Zehnten zu schätzen, den der Papst dem König zugunsten eines Kreuzzugs bewilligt hatte. Diese Valuation of Norwich genannte Schätzung galt als sehr moderat, worauf der König eine neue Schätzung anordnete. Nach heftigen Protesten der Geistlichkeit verzichtete er jedoch auf die Durchführung der neuen Schätzung, weshalb die Valuation of Norwich bei erneuten Erhebungen eines Zehnten bis 1276 angewendet wurde.

### Geistliches Wirken
Noch 1244 beauftragte der vor kurzem von Savoyen nach England gekommene Bonifatius, der neue Erzbischof von Canterbury, Suffield, in dem seit langem bestehenden Konflikt zwischen den Erzbischöfen und den Mönchen des Kathedralpriorats von Canterbury zu vermitteln. Suffield erstellte daraufhin eine Auflistung der Befugnisse der Erzbischöfe gegenüber den Mönchen. Als Geistlicher wurde Suffield stark von den beiden später heiliggesprochenen Bischöfen Edmund of Abingdon und Richard of Wyche beeinflusst, die er beide sehr verehrte. Er selbst war ein engagierter Seelsorger, dem nach seinem Tod ebenfalls Heiligkeit und Wunder nachgesagt wurden. Während einer Hungersnot verkaufte er einen Teil seines Besitzes, um den Hungernden zu helfen, und 1246 stiftete er das Hospital von St Giles, das heute noch als Great Hospital in Norwich besteht. Unter ihm wurde die Kathedrale von Norwich um die prächtige Lady Chapel erweitert, und auch zum Kathedralkapitel hatte er ein gutes Verhältnis. Die von seinem Vorgänger erlassenen Diözesanstatuten ergänzte er um weitere Regeln, dazu erließ er die ersten genauen Regeln für Messstipendien in seiner Diözese. Aus seiner Amtszeit sind etwa 100 Urkunden erhalten, die unter anderem belegen, dass er sich gewissenhaft um die Besetzung der Pfarrstellen in seiner Diözese gekümmert hat. Dabei sorge er auch dafür, dass die Pfarrvikare eine gesicherte Stellung mit ausreichenden Einkünften erhielten. Im Gegensatz zu seiner Frömmigkeit stand seine Jagdleidenschaft. 1253 erlaubte ihm der König die Jagd in den königlichen Forsten von Essex, und in seinem Testament vermachte er seine Jagdhunde dem König. Suffield wurde in der Kathedrale von Norwich beigesetzt. In seinem Testament vermachte er Gelder zugunsten armer Studenten in Oxford sowie für das Grabdenkmal von Edmund of Abingdon in Pontigny. Sein verbliebenes Vermögen vermachte er seinem Neffen William of Calthorpe.